# Botanični slovar
Botanični slovar je seznam različnih strokovnih izrazov, ki se uporabljajo v botaniki. Vsaka iztočnica je obrazložena s kratkim opisom.

## A
- aerenhim, zračni parenhim ali prezračevalni aerenhim: gobasto rastlinsko tkivo, ki sestoji iz zračnih kanalov in velikih medceličnih prostorov v listih, poganjkih in koreninah nekaterih rastlinskih vrst[1][2]
- aktinomorfen: radialno simetričen ali zvezdasto someren,[3] npr. cvet[4]
- amiloplast: založni plastid, namenjen sintezi škroba in njegovemu shranjevanju[5]
- anemofilija ali anemogamija: tip opraševanja, pri katerem se pelod prenaša z vetrom[2]
- anizogamija ali heterogamija: pojav, ko se združita dve med seboj neenaki gameti (spolni celici)[2]
- anteridij: moški gametangij[2]
- anteridiofor: moški gametangiofor, ki nosi anteridije[2]
- apikalna dominanca, vršno obvladovanje ali prevlada rastnega vršička: fenomen, ki se pojavlja pri rastlinah, in pri katerem rastni vršiček glavnega poganjka dominira ter zavira rast stranskih poganjkov[6]
- apomiksa ali apomiksis: proces nespolnega razmnoževanja, značilen za rastline, pri katerem embrio nastane, ne da bi prišlo do oploditve[7]
- apoplast: rastlinski sistem, ki ga gradijo celične stene in medcelični prostori[2]
- arhegonij: ženski gametangij[2]
- arhegoniofor: ženski gametangiofor, ki nosi arhegonije[2]

## B
- bodica: običajno ostra emergenca, ki se pojavlja na listih ali poganjkih,[4] in vanjo ne sega žilje[2]
- botanika, fitologija ali rastlinoslovje: biološka veda, ki se ukvarja z rastlinami[2]
- brst ali popek: rastni vršiček stebla ali poganjka, ki ga obkrožajo listne zasnove in v nekaterih primerih luskolisti[4]
- brst2 ali korm: celotno telo rastlin brstnic (kormofitov), ki sestoji iz dobro diferenciranih organov – korenin, listov in stebla[2]
- brstična skledica ali zarodna košarica: kot košek oblikovana tvorba, ki se nahaja na gornji strani steljkastega gametofita nekaterih jetrenjakov, in v kateri nastajajo zarodni brstiči (geme)[2]

## C
- celi list: enostavni list brez večjih zarez, lahko ima nazobčan rob[4]
- ciatij: sestavljeno cimozno socvetje mlečkovk (Euphorbiaceae), zgrajeno iz vršnega pestiča, spodaj obdanega s prašniki, celotno socvetje pa je od stebla predeljeno z velikimi (pogosto barvitimi) ovršnimi listi[2]
- cvet: kratki poganjek,[4] ki služi reprodukciji in navadno sestoji iz cvetnega peclja, cvetišča ter cvetnih listov[2]
- cvetišče: podaljšek cvetnega peclja in del kratkega poganjka, na katerem so postavljeni vsi drugi cvetni elementi, in za katerega so značilni reducirani internodiji (členki)[4]
- cvetna formula: opisna metoda, s pomočjo katere se prikazuje zgradbo (morfologijo) rastlinskega cveta[8]
- cvetni diagram: grafična in geometrična metoda, s pomočjo katere se prikazuje zgradbo (morfologijo) rastlinskega cveta[9]
- cvetni medovnik, cvetna nektarialna žleza ali floralni nektarij: tip medovnika, ki se nahaja na področju cveta[2]
- cvetno odevalo: skupina neplodnih (sterilnih) cvetnih listov (časnih ali venčnih ali obojih), ki gradijo cvet; lahko dvojno (ima čašo in venec), enojno (samo čaša ali samo venec), enotno (še ni diferenciacije v čašo ali venec)[4]

## Č
- čebula: kratko in okrepljeno podzemno steblo, ki ima omesenele luskoliste[4]

## D
- deblo: olesenelo glavno steblo[4]
- deljeni list: enostavni list, ki ima segmentirano listno ploskev (krpato, nacepljeno, razdeljeno ali razrezano)[4]
- dezmotubul: cevasto oblikovan in sploščen del endoplazemskega retikla, ki poteka skozi plazmodezmo in povezuje dve sosednji rastlinski celici[10]
- dihalna pora ali pnevmatoda: pora za prehajanje dihalnih plinov, ki se nahaja v epidermu nekaterih jetrenjakov[2]
- diplohaplont: organizem z življenjskim ciklom, v katerem se izmenjujeta haploidna in diploidna večcelična faza, pri čemer prevladuje diploidna generacija[2][11]
- diplont: organizem, čigar celice so diploidne (z izjemo haploidnih gamet)[2]
- disimetričen: tak, da ga lahko enakomerno razdelimo z dvema med seboj pravokotnima linijama, npr. cvet[4]
- dolgi poganjek: poganjek z neomejeno rastjo in dolgimi internodiji[4]
- drevo: lesnata rastlina, z visokim in razločno vidnim deblom[4]
- dvodomnost ali diecičnost: lastnost vrste, da lahko ločimo individualne moške in ženske osebke[12]
- dvojna oploditev: posebni tip oploditve, ki se pojavlja pri rastlinah, in pri katerem se ena moška gameta združi z ženskim jajčecem, druga pa z dvema polnima jedroma, kar vodi v nastanek endosperma[13]
- dvoletnica: rastlina, ki v prvi vegetacijski sezoni razvije zgolj vegetativne dele (steblo, liste), v drugi pa poteče rast razmnoževalnih delov in sledeče razmnoževanje, čemur sledi osebkov propad[4]
- dvospolni cvet: cvet, ki ima tako prašnike (moški spolni organi) kot tudi pestič (ženski spolni organ)[4]

## E
- eksospora ali eksogena spora: spora, ki se tvori zunaj celice[2]
- elajoplast ali elaioplast: levkoplast, v katerem se shranjujejo olja[14]
- elatera: dolga jalova (sterilna) celica nekaterih briofitov, ki sodeluje pri razširjanju spor iz pušice[2]
- emergenca: površinski izrastek, izvirajoč iz epiderma in subepidermalnega tkiva[2]
- endoderm ali endodermis: primarno krovno tkivo, ki predstavlja najbolj notranjo plast rastlinske skorje[2]
- endosperm: hranilno tkivo zunaj embrija v semenu semenk[2]
- endospora, cistokonidij ali endogena spora: spora, ki se tvori v notranjosti neke celice[2]
- enodomnost ali monecičnost: lastnost vrste, da so moški in ženski cvetovi na isti rastlini[4]
- enoletnica: rastlina, katere normalna življenjska doba traja eno vegetacijsko sezono (v tem času osebek kali, zraste in se razmnoži)[4]
- enospolni cvet: cvet, ki ima razvite samo prašnike (moški c.) ali samo pestič (ženski c.)[4]
- enostavni list: list, ki je bodisi cel bodisi deljen[4]
- entomofilija ali entomogamija: tip opraševanja, pri katerem pelod prenašajo žuželke[2]
- epiderm, epidermis, povrhnjica ali epidermida: zunanje primarno krovno tkivo rastlin, ki prekriva rastlinske organe[15]
- epifit ali priraslika: rastlina, ki prebiva na drugi rastlini, a z njo ni v zajedavskem odnosu (ji ne odjema hranil in vode)[2]
- epigeična kalitev: tip kalitve, pri kateri klični listi in hipokotil izraščajo iz prsti[2]
- epikotil: predel stebla nad kličnimi listi[7] do prvega nodija[2]
- etioplast: posebna oblika kloroplastov, ki niso izpostavljeni svetlobi in jih lahko najdemo v tkivih kritosemenk, rastočih v temi[16][2]
- evkariontska celica ali evcita: celica evkariontov, ki ima prisotne organele[17]

## F
- fanerofit: lesnata rastlina, katere brsti so nameščeni vsaj 20 centimetrov nad tlemi[4]
- filoid ali listič: rastlinskemu listu podoben del steljke[18][19]
- floem: prevajalno tkivo višjih rastlin, ki sestoji iz živih celic, in po katerem prehajajo organske snovi, nastale v procesu fotosinteze[20]

## G
- gametangij: struktura, v kateri se tvorijo gamete (spolne celice)[2]
- gametangiofor: tvorba, ki izrašča iz gametofita, in nosi gametangije, značilna za nekatere jetrenjake[2]
- gametangiogamija: tip spolnega razmnoževanja, pri katerem se združujejo raznospolni gametangiji[2]
- gametofit: haploidni mnogocelični rastlinski osebek, čigar prva faza je haploidna spora, preko mitotske delitve pa proizvede gamete (spolne celice), ki se spojijo in tvorijo zigoto[21]
- gametogamija: tip spolnega razmnoževanja, pri katerem se združujejo raznospolne gamete[2]
- glavna ali srčna korenina: sredinska, običajno debelejša korenina[2]
- glavni poganjek: poganjek, iz katerega izraščajo stranski poganjki[4]
- grm: lesnata rastlina, z nizkim in že pri dnu vidno razraslim steblom[4]

## H
- hamefit: lesnata ali zelnata rastlina, katere brsti so navadno od 5 do 10 centimetrov nad tlemi[4]
- hapaksantna rastlina: rastlina, ki cveti in se plodi le enkrat v svoji življenjski dobi, nakar odmre[4]
- haplodiplont: organizem z življenjskim ciklom, v katerem se izmenjujeta haploidna in diploidna večcelična faza, pri čemer prevladuje haploidna generacija[2][11]
- haplont: organizem, ki ima diploidno le zigoto[22]
- havstorij: organ, značilen za zajedavce, ki se z njegovo pomočjo pritrjajo na svojega gostitelja in preko črpajo hranilne snovi[2]
- havstorij2 ali noga: spodnji del sporofita briofitov, ki tvori povezavo z gametofitom[2]
- heliofit, sončna rastlina ali sonceljubna rastlina: rastlina, živeča na rastiščih z obilo sončne svetlobe[2]
- helofit: močvirska rastlina[4]
- heterocista: specializirana dušik fiksirajoča celica, ki se tvori ob pomankanju dušika in se pojavlja pri različnih nitastih cianobakterijah (modrozelenih cepljivkah)[23]
- heteromorfna metageneza, heteromerna metageneza ali raznolična metageneza: metageneza, pri kateri se izmenjujeta med seboj po izgledu različni generaciji[24][25]
- heterosporija ali anizosporija: pojav proizvajanja dveh različno velikih tipov spor pri sporofitih višjih rastlin[26]
- heterostilija ali raznovratnost: fenomen, ki omejuje samooprašitev, in pri katerem imajo različni cvetovi iste vrste različno dolg vrat pestiča in prašnike, nameščene na različnih višinah[2]
- hidrofilija ali hidrogamija: tip opraševanja, pri katerem se pelod prenaša s pomočjo vode[27]
- hidrofit ali makrofit: vodna rastlina[4]
- hipogeična kalitev: tip kalitve, pri kateri klični listi in hipokotil ne pridejo iz prsti[2]
- hipokotil: predel stebla pod kličnimi listi[7]
- homomorfna metageneza, homomerna metageneza, izomorfna metageneza ali enakolična metageneza: metageneza, pri kateri se izmenjujeta med seboj po izgledu enaki generaciji[25][2]
- homosporija ali izosporija: pojav proizvajanja zgolj enega tipa spor[2]

## I
- internodij ali členek: del stebla brez listov ali stranskih poganjkov, ki se nahaja med dvema zaporednima nodijema (kolencema)[2]
- izvencvetni medovnik, izvencvetna nektarialna žleza ali ekstrafloralni nektarij: tip medovnika, ki se razvije zunaj cvetne regije[2]
- izogamija ali homogamija: pojav, ko se združita dve gameti (spolni celici), ki sta enaki[2][28]

## K
- kalitev: proces razvoja rastlinskega embria, z začetkom ob prehodu iz stanja mirovanja in koncem ob začetku fotosintetiziranja[2]
- kantarofilija: opraševanje s pomočjo hroščev, tip entomofilije[2]
- kariogamija: združitev jeder dveh celic[2]
- kavloid ali stebelce: rastlinskemu steblu podoben del steljke[18][19]
- klični list: najstarejši (prvi) list rastline, čigar razvoj se začne v semenu[7]
- kloroplast: zeleno obarvan plastid, namenjen proizvodnji organskih snovi v procesu fotosinteze[14]
- kolenhim: tip opornega tkiva pri rastlinah, ki ga sestavljajo žive celice z neenakomerno okrepljenimi primarnimi celičnimi stenami[7]
- koren: odebeljena glavna korenina z založno funkcijo[4]
- korenika ali rizom: vodoravno ali pokončno rastoče, razraslo ali nerazraslo, odebeljeno podzemno steblo, ki lahko ima brste ali luskoliste[4]
- korenina: navadno podzemni organ, ki rastlinski osebek pritrja v tla in služi absorpciji anorganskih snovi ter vode[4]
- koreninski gomolj: odebeljena stanska ali nadomestna korenina z založno funkcijo[4]
- kratki poganjek: poganjek z omejeno rastjo in kratkimi internodiji[4]
- krovni list ali brakteja: podporni list posamičnih rastlinskih cvetov[4]
- kserofit ali suholjubna rastlina: rastlina, zmožna rasti v sušnih pogojih[2]
- ksilem: eden izmed dveh tipov prevajalnih tkiv pri višjih rastlinah, po katerem se prevajajo voda in anorganske snovi[29]

## L
- lesnata rastlina: rastlina, ki ima prisotne olesenele dele (predvsem stebla, stranske poganjke in korenine)[4]
- levkoplast: brezbarven plastid, prisoten v celicah korenin, podzemnih stebel in drugih založnih organov[14]
- list: praviloma sploščen rastlinski organ zelene barve, ki poganja iz stebla[4]
- listič: navidezni (a nepravi) list pri sestavljenem listu; več lističev gradi en sestavljen list[4]
- listni ali vegetativni brst: brst, iz katerega se razvijejo listi (poganjek z listi)[2][4]
- listopadna rastlina: navadno lesnata rastlina, ki letno izgubi svoje listje[4]
- lovilni mešiček: kroglasta tvorba nekaterih rastlin, nastala iz delov lista, ki se uporablja za lov majhnih vodnih živali (npr. vodnih bolh)[4]

## M
- makrospora, megaspora ali megamejospora: ženska mejospora, ki se pojavlja pri heterospornih rastlinah, in iz katere se razvije ženski gametofit[2]
- marcescenca: pojav, ko rastlina obdrži mrtve organe, ki jih večina drugih vrst odvrže (npr. drevesa, ki čez zimo obdržijo odmrle liste)[30]
- medovnik, nektarna žleza, nektarialna žleza ali nektarij: struktura na cvetu, ki proizvaja in izloča nektar[31]
- megafanerofit: fanerofit, čigar brsti so več metrov nad tlemi (drevo)[4]
- megafil: velik list nekaterih praprotnic in semenk, ki je lahko členjen (deljen, pernat) in ima več razvejanih žil[2]
- mejospora ali meiospora: spora, nastala z mejozo[2]
- mejosporangij ali meiosporangij: sporangij, v katerem spore nastajajo z mejozo[32]
- melitofilija: opraševanje s pomočjo čebel, tip entomofilije[2]
- meristem, meristematsko, meristemsko, zarodno, embrionalno ali tvorno tkivo: tkivni tip, sestavljen iz celic, trajno sposobnih mitotskih celičnih delitev[2]
- mešani brst: brst, iz katerega se razvijejo poganjki s cvetovi, socvetji ali listi[2]
- metageneza, prerod ali menjava generacij: izmenično pojavljanje dveh (izjemoma več) med seboj različnih generacij[2]
- mikrofil ali drobnolist: majhen list nekaterih praprotnic, ki ima le eno nerazvejano žilo[2]
- mikrospora ali mikromejospora: moška mejospora, ki se pojavlja pri heterospornih rastlinah, in iz katere se razvije moški gametofit[2]
- miofilija: opraševanje s pomočjo dvokrilcev (predvsem muh), tip entomofilije[2]
- mirmekofilija: opraševanje s pomočjo mravelj, tip entomofilije[2]
- mitospora: spora, nastala z mitozo[2]
- mitosporangij: sporangij, v katerem spore nastajajo z mitozo[33]
- mrežasta žilnatost: žilnatost, pri kateri je vidna odebeljena glavna žila, od katere se nepravilno veji mnogo manjših in razvejanih stranskih žil[4]

## N
- nadomestna ali adventivna korenina: korenina, ki raste iz stebla, debla, vej ali listov[4]
- nanofanerofit: fanerofit, čigar brsti so največ nekaj metrov nad tlemi (grm)[4]
- nasprotna razvrstitev: namestitev listov, pri kateri iz enega nodija izraščata dva nasprotno postavljena lista[4]
- nektar ali medičina: sladka tekočina, ki jo izločajo žleze v cvetovih rastlin[2]
- nodij ali kolence: del stebla, iz katerega poganjajo listi ali zalistni brsti[2]
- nodul: kroglasta izrastlina na korenini (koreninski n.) ali steblu (stebelni n.) rastline, ki je v simbiontskem odnosu z dušik fiksirajočimi bakterijami[34][2]

## O
- obnovitveni ali inovacijski brst: brst, ki predstavlja osnovo za nadaljnjo rast večletnih rastlin (iz brsta zraste novi poganjek)[4]
- ogrinjalni list: ovršni list, ki je del socvetja[4]
- oogamija: pojav, ko se združita majhna in običkana spermalna celica in velika ter nepremična jajčna celica, tip anizogamije (heterogamije)[35][36]
- oogonij: ženski gametangij alg in gliv, v katerem se tvori jajčna celica, pogosto kot sopomenka arhegonija[37]
- ornitofilija ali ornitogamija: tip opraševanja, pri katerem pelod prenašajo ptiči[2]
- osrednja lamela: zunanja plast celične stene rastlinskih celic, ki med seboj povezuje različne celice v tkiva in predstavlja njihovo skupno steno[38][2]
- ovršni list: rastlinski list, ki se nahaja v cvetnem predelu poganjka[2]

## P
- pecljat list: list, ki ima listni pecelj[4]
- periderm: sekundarno krovno tkivo, ki se pojavlja pri lesnatih rastlinah na deblu in koreninah[2]
- piknja: območje stanjšane in neodebeljene celične stene s številnimi odprtinami[2]
- plastid: organel rastlinske celice, ki ga sestavljajo dvojna membrana, DNK, ribosomi in stroma, ter v celici služi različnim nalogam (presnovna, ekološka, energijska ali založna funkcija)[2]
- plazmogamija ali hemigamija: združitev citoplazem dveh spolnih celic, pri čemer ne pride do spojitve jeder[2]
- plazmodezma: citoplazemski kanal mikroskopskih velikosti, ki poteka skozi celične stene rastlinskih celic[39]
- plod: tvorba kritosemenk, ki hrani semena in nastane po oprašitvi ter oploditvi[40]
- plumula: predel embrija (zarodka), iz katerega se razvije poganjek[2]
- podporni list: izraz, ki se uporablja za vse tiste liste, katerih zalistje predstavlja osnovo za razvoj stranskega poganjka, ki je lahko tako vegetativni poganjek kot tudi cvet ali socvetje[2][4]
- poganjek: steblo z listi in cvetovi[4]
- polakantna rastlina: rastlina, ki cveti in se plodi večkrat v svoji življenjski dobi[4]
- polgrm: trajnica, ki ima olesenele spodnje dele, gornji neoleseneli pa ob koncu vegetacijske dobe navadno propadejo[2]
- poliandrija: pojav, ko imajo rastlinski cvetovi mnogo prašnikov[41]
- polinij: skupek pelodnih zrn, še posebej značilen za kukavičevke (Orchidaceae)[2]
- popek ali cvetni brst: še ne popolnoma razvit cvet, za katerega so značilni nerazprti cvetni listi[2]
- pravi list: praviloma sploščeni zeleni list, katerega glavna funkcija je opravljanje fotosinteze[4]
- premenjalna razvrstitev: spiralasta namestitev listov, pri kateri iz nodija izrašča en list, ki s spodnjim listom daje nek kot[4]
- prilist: majhnemu listu podobna izrastlina, navadno na listnem dnu[4]
- primarni endosperm: endosperm v semenih golosemenk, nastal iz haploidnih celic ženskega gametofita[2]
- pritlika ali stolon: nadzemni ali podzemni stranski poganjek rastline, ki raste v vertikalni (vodoravni) smeri in opravlja funkcijo vegetativnega razmnoževanja[2][7]
- progasta žilnatost: žilnatost, pri kateri podobno velike žile potekajo vzdolžno (bodisi vzporedno bodisi slokasto)[4]
- propagul: organ, namenjen razširjanju nekega organizma (na primer semena, spore, plodovi, brsti itd.)[2]
- proplastid: citoplazemsko telo, iz katerega se razvije plastid[42]
- protalij ali predkal: steljkast gametofit praprotnic in semenk[2]
- protonema: steljkasta predtvorba, iz katere se razvije gametofit briofitov[2]
- protoplast: rastlinska celica brez celične stene[43]
- psevdantij: socvetje, ki po svojem izgledu spominja na cvet[44]
- psihofilija: opraševanje s pomočjo dnevnih metuljev, tip entomofilije[2]
- pušica, kapsula ali trosovnik: gornji (apikalni) del sporofita briofitov, v katerem nastajajo spore[2]

## R
- radikula ali koreničica: predel bipolarnega embria (zarodka), iz katerega požene korenina[2]
- rizoderm: zunanjo primarno krovno tkivo korenin[2]
- rizoid: rastlinski korenini podoben del steljke[18][19]
- rizosfera: del fitosfere, ki obdaja koreninski sistem rastlin[45][46]
- rozeta ali listna rožica: pritlični del stebla, za katerega so značilni kratki internodiji in na gosto izraščajoči listi[4]

## S
- sedeč list: list, ki nima listnega peclja[4]
- sekundarni endosperm: endosperm v semenih kritosemenk, ki nastane kot posledica dvojne oploditve[2]
- sestavljeni list: list, ki ga sestavlja večje število lističev, vezanih z listnim vretenom (pernato s. list) ali nameščenih na vrhu listnega peclja (dlanasto s. list)[4]
- seme: s semensko ovojnico obdan in hranili založen embrio, lastnost semenk[2]
- seta: pecljati del sporofita briofitov, na čigar gornjem delu je nameščena pušica[2]
- sfingofilija: opraševanje s pomočjo nočnih metuljev, tip entomofilije[2]
- simplast: rastlinski sistem, ki ga tvorijo protoplasti, povezani s plazmodezmami[2]
- sinangij: med seboj zrasli sporangiji, značilni za določene praprotnice[2]
- sklereida ali sklerida: mrtva sklerenhimatska celica nepravilnih oblik z odebeljeno in olesenelo sekundarno celično steno[7]
- sklerenhim: tip opornega tkiva, za katerega so značilne mrtve celice z izredno odebeljenimi sekundarnimi celičnimi stenami, in katerega glavna vloga je ohranjanje stabilnosti in mehanske trdnosti rastline[7]
- sklerenhimatsko (sklerenhimsko) vlakno: mrtva podolgovata sklerenhimatska celica z odebeljeno in olesenelo celično steno[7]
- socvetje: skupek cvetov na gornjem delu poganjka[47]
- someren: dvobočno someren ali bilateralen, tak, da ga lahko z eno linijo razdelimo na dva enaka dela, npr. cvet[4]
- spora ali tros: običajno enocelična razširjevalna in razmnoževalna tvorba, ki jo proizvajajo rastline, glive in nekateri mikrobi, in iz katere se lahko posredno (s spojitvijo z drugo sporo) ali neposredno razvije nov osebek[48]
- sporangij ali trosovnik: struktura, v kateri nastajajo spore (trosi)[2][19]
- sporofit ali sporogon: diploidni mnogocelični rastlinski osebek, katerega prva faza je diploidna zigota, ob zrelosti pa preko mejotske delitve proizvede haploidne spore[49]
- stebelni gomolj: zaradi vsebnosti hranil odebeljen predel stebla[4]
- steblo: nadzemni ali podzemni organ, ki se pojavlja pri brstnicah, običajno valjaste oblike, deljen na nodije in internodije, povezuje korenine in liste[2]
- stela: ime za prostorsko porazdelitev rastlinskega žilja, zgrajenega iz posamičnih žil (sestavljenih iz prevajalnih tkiv ksilema in floema)[2]
- steljčnice, talofiti ali talobionti: evkarionti s steljko[50]
- steljka ali talus: telo nekaterih evkariontskih večceličarjev, ki nima razvitih korenin, stebla, listov, in se pojavlja pri lišajih, algah, glivah, mahovih in gametofitih višjih rastlin[2]
- stranska ali sekundarna korenina: korenina, ki raste iz glavne ali drugih stranskih korenin[4]
- stranski, obstranski ali lateralni brst: brst, pri semenkah nameščen stransko na glavni osi poganjka, po navadi v zalistju, medtem ko so obstranski brsti praprotnic med posamičnimi listi ali jim ležijo nasproti[2]
- stranski poganjek: del poganjka, ki izrašča iz glavnega poganjka[4]
- stržen, osrednji stržen ali centralni stržen: osrednji del stebla ali korenine (brez prevajalnih tkiv), ki ga sestavljajo parenhimatske celice[51]

## Š
- šiška ali cecidija: nenormalna bolezenska rastna tvorba iz različnih rastlinskih tkiv, ki se pojavi zaradi vpliva patogenov[7]

## T
- terminalni ali končni brst: brst, nameščen na skrajnem delu glavne osi poganjka[2]
- trajnica: rastlina, ki preživi več vegetacijskih sezon in v tem času tudi večkrat cveti in semeni[2]
- trihom ali lasek: derivat epiderma[14]
- trn: preobražen poganjek, list ali del lista,[4] ki ima žilje[52]
- tulec ali spata: izrazito velik, navadno barvit ovršni list (denimo pri kačnikovkah, Araceae, in palmah, Arecaceae)[2]

## V
- večletnica: rastlina, ki svoje vegetativne dele (steblo, liste...) razvija več let, čemur sledi enkratno cvetenje in nastanek semen[4]
- vednozelena rastlina: navadno lesnata rastlina, ki svoje listje ohranja več zaporednih vegetacijskih sezon, posamični listi odpadajo postopoma[4][2]
- vegetativno razmnoževanje: tip nespolnega razmnoževanja, značilen za rastline, pri katerem novi osebki nastajajo z oddelitvijo mnogoceličnih struktur od starševskega osebka (na primer s pritlikami in zarodnimi brstiči)[2]
- vegetacijska sezona ali doba: čas v letu, ko pogoji življenjskega okolja dovoljujejo rast in množitev[2]
- veja ali vejica: oleseneli stranski poganjek, ki izrašča iz debla[4]
- vetrocvetka ali anemofilna rastlina: rastlina, za katero je značilen pojav anemofilije[2]
- vilasta žilnatost: žilnatost, pri kateri ni glavne žile, žile pa se vejijo vilasto[4]
- vitica: nitasta tvorba, razvejana ali nerazvejana, ki je bodisi spremenjen list (listna v.) bodisi spremenjeno steblo (stebelna v.)[2]
- vretenčasta razvrstitev: namestitev listov, pri kateri večje število listov (vsaj trije) izrašča iz enega nodija[4]

## Z
- zalistje: predel, ki ločuje steblo in list[4]
- zelišče, zel ali zelnata rastlina: rastlina, ki ima zgolj neolesenele dele[2]
- zimski brst: brst, ki se osnuje jeseni in v stanju mirovanja preživi zimo[2]
- zoofilija ali zoogamija: tip opraševanja, pri katerem pelod prenašajo živali[2]

## Ž
- žila: skupek prevajalnih tkiv[2]
- žilnatost, ožiljenost, nervatura ali venacija: postavitev sistema rastlinskih žil nekega lista[53]
- žužkocvetka ali entomofilna rastlina: rastlina, za katero je značilen pojav entomofilije[2]